# خواباد (شيروان)
خواباد (بالفارسية: خواباد) هي مستوطنة تقع في إيران في قسم شیروان الريفي. يقدر عدد سكانها بـ 34 نسمة .